# Michel Déon
Michel Déon (Paris, 4 de agosto de 1919 – Galway, 28 de dezembro de 2016) foi um escritor francês. Foi eleito em 1978 para a Academia Francesa.

## Obras
- Amours perdues, romance, Bordas, 1946
- Je ne veux jamais l’oublier, romance, Plon, 1950
- La Corrida, romance, Plon, 1952
- Le Dieu pâle, romance, Plon, 1954 (Prix des Sept)
- Tout l'amour du monde, I, recitais, Plon, 1955
- « Michel Férou » (pseudonyme), Plaisirs, romance, Éditions de Paris, 1955
- Lettre à un jeune Rastignac, libelle, Fasquelle, 1956
- Les Trompeuses Espérances, romance, Plon, 1956
- Les Gens de la nuit, romance, Plon, 1958
- L'Armée d'Algérie et la pacification, Plon, 1959
- La Carotte et le Bâton, romance, Plon, 1960
- Tout l'amour du monde, II, recitais, Plon, 1960
- Le Balcon de Spetsai, récits, Gallimard, 1961 (Prémio Kauffmann)
- Louis XIV par lui-même, Librairie Académique Perrin, 1964
- Le Rendez-vous de Patmos, recitais, Plon, 1965
- Mégalonose, La Table Ronde, 1967
- Un parfum de Jasmin, nouvelles, Gallimard, 1967
- Les Poneys sauvages, romance, Gallimard, 1970 (prémio Interallié)
- Un taxi mauve, romance, Gallimard, 1973 (Grande prémio de romance da Academia francesa)
- Le Jeune Homme vert, romance, Gallimard, 1975
- Thomas et l'infini, contos, Gallimard, 1975 pour la jeunesse
- Les Vingt Ans du jeune homme vert, romance, Gallimard, 1977
- Mes arches de Noé, récits, La Table Ronde, 1978
- Un déjeuner de soleil, romance, Gallimard, 1981
- Je vous écris d'Italie, romance, Gallimard, 1984
- Bagages pour Vancouver, récits, La Table Ronde, 1985
- Ma vie n'est plus un roman, teatro, Gallimard, 1987
- La Montée du soir, romance, Gallimard, 1987
- Un souvenir, romance, Gallimard, 1990
- Le Prix de l'amour, nouvelles, Gallimard, 1992
- Ariane ou l'oubli, teatro, Gallimard, 1993
- Parlons-en..., conversas com Alice Déon, Gallimard, 1993
- Pages grecques, récits, Gallimard, 1993 (Le Balcon de Spetsai, Le Rendez-vous de Patmos, Spetsai revisité)
- Je me suis beaucoup promené, miscelâneos, La Table Ronde, 1995
- Une longue amitié, cartas trocadas com André Fraigneau, La Table Ronde, 1995
- Le Flâneur de Londres, Robert Laffont, 1995
- Orphée aimait-il Eurydice?, Séguier, 1996
- La Cour des grands, romance, Gallimard, 1996
- L'Enfant et la sorcière, romance para os jovens, Gallimard, 1998
- Madame Rose, romance, Albin Michel, 1998
- Pages françaises, récits, Gallimard, 1999 (Mes arches de Noë, Bagages pour Vancouver, Post-scriptum)
- Taisez-vous, j'entends venir un ange, sotie, Gallimard, 2001
- Mentir est tout un art, nouvelle, Éditions du Rocher, 2002
- Le poète, Éditions Sigalla, 2003
- Sarah, Éditions Sigalla, 2003
- Larbaud, heureux Larbaud, Éditions Sigalla, 2003
- La Chambre de ton père, souvenirs, Gallimard, 2004
- Guerres et roman, diálogos com Lakis Proguidis, Flammarion, 2005
- Cavalier, passe ton chemin !, récits, Gallimard, 2005
- Œuvres, Gallimard, coll. « Quarto », 2006 (Thomas et l'infini, La Chambre de ton père, Les Trompeuses Espérances, Les Poneys sauvages, Un taxi mauve, Un déjeuner de soleil, La Montée du soir, Cavalier, Passe ton chemin !...)
- Lettres de château, Gallimard, 2009 (Prix Coup de Cœur de l'Essai du Point, 2009)
- Cahier Déon, L'Herne, 2009. Cahier de L'Herne qui contient de nombreux inédits, témoignages et études sur son œuvre (contribution d'écrivains, universitaires, et amis dont Fernando Arrabal, Nicolas Briançon, Philippe Le Guillou, Frédéric Vitoux, Milan Kundera, Emmanuel Carrère, Yasmina Reza, Jean d'Ormesson, Xavier Darcos).
- Journal 1948-1983, L'Herne, 2009
- De Marceau à Déon, De Michel à Félicien, Lettres 1955-2005, correspondência com Félicien Marceau, 2011
- Partir ! ..., Nicolas Chaudun, 2012
- A la légère, nouvelles, Finitude, 2013